# Mount Heg
Mount Heg är ett berg i Antarktis. Det ligger i Östantarktis. Nya Zeeland gör anspråk på området. Toppen på Mount Heg är 2 045 meter över havet, eller 363 meter över den omgivande terrängen. Bredden vid basen är 7,0 km.
Terrängen runt Mount Heg är bergig österut, men västerut är den kuperad. Trakten är obefolkad. Det finns inga samhällen i närheten.